# Annisette Koppel
Annisette Koppel (født Annisette Hansen, 29. august 1948) er en dansk sangerinde, kendt som forsanger og mangeårigt medlem af The Savage Rose og Thomas Koppels partner.

## Som barnestjerne
Annisette debuterede på plade helt tilbage i slutningen af 1950'erne, hvor hun sammen med søsteren Rudi Hansen fik indspillet et par børnesingler for Sonet. Som barn medvirkede hun i filmen Kristiane af Marstal. Hvor hun havde en lille birolle som det ene af to børn der hænger ud på molen ved båden Kristiane. Louis Miehe-Renard som har en af hovedrollerne tog de to børn med i biografen. Hun begyndte som 16-årig at spille sammen med med popgruppen Dandy Swingers og indspillede parallelt hermed en solosingle "Livet er nu", inden hun senere samme år fik udgivet den første single med Dandy Swingers, "You Were on My Mind". Gruppen og Annisette fik i forsommeren 1968 et stort hit med Phil Spector-kompositionen "River Deep – Mountain High", inden flere af gruppens medlemmer, herunder Annisette, begyndte at spille med brødrene Koppel under navnet Savage Rose.

## Forsanger i Savage Rose
The Savage Rose bestod fra begyndelsen af brødrene Thomas og Anders Koppel, de tre Dandy Swingers-medlemmer Jens Rugsted (bas), Flemming Ostermann (guitar) og Annisette samt jazztrommeslageren Alex Riel.
The Savage Roses musik var ny i udtrykket og fik stor succes med kombinationen af Annisettes særegne stemme, flygel, harmonika og leslieorgel. I de tidlige år spillede de ikke mindst i jazzmiljøet og var flere gange på turné i USA, hvor de blandt andet spillede på Newport Jazz Festival. På den hjemlige scene indspillede de blandt andet med den herboende amerikanske jazzsaxofonist Ben Webster.
The Savage Rose afviste flere tilbud fra amerikanske pladeselskaber i takt med at parret Koppel blev stadig mere engageret i samfundsforhold. I midten af 1970'erne forlod Anders Koppel gruppen, som han opfattede som "sekterisk".

## Politik
Annisette har sammen med sin nu afdøde mand Thomas Koppel lavet solidaritetskoncerter for kæmpende folk i Palæstina og Tyrkiet og for fattige i slumkvartererne i Manila, og Annisette og Thomas var i en årrække medlem af det marxistisk-leninistiske parti DKP/ML.
Efter Savage Roses store comeback med albummet Black Angel i 1995 fik Annisette konstateret kræft, som hun dog kom sig over igen.
Bandet stillede op til demonstrationer, og deltog på Stop Bush-demonstrationen i sommeren 2005.
Efter Thomas' død har Annisette fastholdt samfundsengagementet og blandt andet optrådt på demonstrationer for bevarelsen af Ungdomshuset Jagtvej 69 i slutningen af 2006 og til en demonstration ved Brorsons Kirke imod den omdiskuterede tvangshjemsendelse af afviste irakiske asylansøgere i 2009.

## Priser og æresbevisninger
Musikken til filmen Lykken er en underlig fisk med musik af bl.a. Thomas Koppel og Savage Rose vandt en Robert for Årets filmmusik i 1990.
I 1996 modtog Annisette Danske Jazz, Beat og Folkemusik Autorers hæderspris, samme år fik Savage Rose en Danish Music Awards for den engelsksprogede pladeudgivelse Black Angel, der blev indspillet i USA. I 1999 modtog Annisette Danish Music Awards - Årets Danske Sangerinde.
I 2014 fik Annisette Fredsprisen fra Kunstnere For Fred og 2019 blev hun tildelt Statens Kunstfonds livsvarige hædersydelse  som én af de til alle tider i alt 275 modtagere

## Privat
Annisette og Thomas dannede både musikalsk og privat et livslangt partnerskab. De blev borgerligt viet den 11. september 1999, og Annisette tog endeligt navnet Koppel. Sammen havde de døtrene Billie og Naja. Begge døtrene havde i stigende grad sunget med på Savage Roses udgivelser. Billie Koppel er senere indgået i gruppen Catbird. Naja Koppel udgav i 2008 fotobogen Til min far: Mine billeder og rejser og debuterede i 2010 med cd'en Naja Rosa, der 2012 blev fulgt op af The Place I Call Home.

## Filmografi
- Far til fire (1953)
- Fløjtespilleren (1953)
- Far til fire i sneen (1954)
- Bruden fra Dragstrup (1955)
- Kristiane af Marstal (1956)
- Far til fire i byen (1956)
- Far til fire og onkel Sofus (1957)

Musik til:
- Hvem myrder hvem? (1978) - Sanger
- Lykken er en underlig fisk (1989) - Sanger

## Diskografi
- Se The Savage Rose